# Rudolf Heidenhain

Rudolf Heidenhain, vor 1891

Rudolf Peter Henrich Heidenhain (* 29. Januar 1834 in Marienwerder, Westpreußen; † 13. Oktober 1897 in Breslau) war ein deutscher Physiologe und Hochschullehrer. Er gehörte zu den ersten Physiologen, die sich mit Problemen des Hypnotismus befassten.

## Familie
Rudolf (auch: Rudolph) Heidenhain war der Sohn eines Arztes, der 1832 vom jüdischen zum evangelischen Glauben konvertiert war. Rudolf Heidenhain war der älteste von sechs Söhnen der Familie, von denen alle den Arztberuf wählten. Rudolf Heidenhain heiratete 1859 Fanny Volkmann (1841–1867), die Tochter des Physiologen Alfred Wilhelm Volkmann. Aus dieser Ehe stammen sechs Söhne, darunter der Anatom Martin Heidenhain, der Chirurg Lothar Heidenhain und Arthur Heidenhain, einer der wichtigsten Pioniere der deutschen Lesehallen-Bewegung. Zehn Jahre nach dem Tod von Fanny (1867) heiratete Rudolf Heidenhain Mathilde Kohli, Tochter des Oberförsters in Marienwerder; aus dieser Ehe stammen drei Töchter. Rudolf Heidenhain starb 1897 an den Folgen eines Zwölffingerdarmgeschwürs.

## Leben
Mit knapp acht Jahren besuchte er das Gymnasium Marienwerder. Er interessierte sich besonders für Naturgeschichte und Physik. Bei einem Apotheker machte er sich im Privatunterricht mit Grundbegriffen der Chemie vertraut und hatte auch eine Vorliebe für Botanik, die er in der freien Natur studierte. Mit 16 Jahren (1850) immatrikulierte er sich für das Studium der Naturwissenschaften und Medizin an der Albertus-Universität Königsberg. 1852 wechselte er an die Friedrichs-Universität Halle, wo der Physiologe Alfred Volkmann lehrte und ihn als Famulus beschäftigte. 1854 setzte er sein Studium an der Friedrich-Wilhelms-Universität Berlin fort, wo er als Assistent im Labor von Emil Heinrich du Bois-Reymond arbeiten und dessen elektrophysiologischen Experimente beobachten konnte. Im Jahr 1854 wurde Heidenhain in Berlin über die Herznerven beim Frosch promoviert.
Nach dem ärztlichen Examen 1856 kehrte Heidenhain nach Halle zurück, arbeitete zunächst bei Julius Vogel, dann bei Alfred Wilhelm Volkmann und habilitierte sich dort mit einer Arbeit zur Blutmengenbestimmung bei Säugetieren. 1859 übernahm er, erst 25-jährig, als Nachfolger des Anatomen Karl Bogislaus Reichert den Lehrstuhl für Physiologie und Histologie der Schlesischen Friedrich-Wilhelms-Universität Breslau. Für das akademische Jahr 1872/73 wurde er zum Rektor gewählt. Hier lebte und arbeitete Rudolf Heidenhain bis zu seinem Tod. Im Jahr 1873 wurde Heidenhain zum Mitglied der Leopoldina gewählt.

## Leistung
Heidenhain galt als gewissenhafter und geduldiger Beobachter und Experimentator, als inspirierender Lehrer und vielseitiger Forscher. Er gehörte zur neueren Generation der Physiologen des 19. Jahrhunderts (wie Adolf Fick, Hermann Helmholtz oder Julius Bernstein), die im Gegensatz zum Vitalismus nach mechanistischen Begründungen für die physische Realität suchten und zur Konsolidierung der modernen Physiologie beitrugen. Selbst Rudolf Steiner anerkannte die Bedeutung der Forschung Heidenhains und bezog in seinem Nachruf Stellung zur „mechanistischen Auffassung der Lebenserscheinungen“. Heidenhain gelangte mit Arbeiten, die Mikroskopie, Histologie, physiologische Experimente und chemische Analysen kombinierten, zu wissenschaftlichen Feststellungen, die bis heute gültig sind. Darüber hinaus war Heidenhain ein Befürworter tierexperimenteller Methoden (Vivisektion), die er als unentbehrlich für die medizinische Wissenschaft betrachtete. Heidenhain selbst veröffentlichte 70 Originalarbeiten. Von 1859 bis 1897 erschienen weitere 170 Arbeiten des physiologischen Instituts, die unter seiner Anleitung und Mitarbeit entstanden. Heidenhain gehörte zu den international einflussreichsten Physiologen seiner Zeit.

### Drüsenphysiologie
Heidenhain entdeckte unterschiedliche Funktionen seröser und muköser Speicheldrüsen, die er histologisch belegen konnte. Er wies zwei verschiedene Typen von Drüsenzellen in der Magenschleimhaut nach, Pepsin und Salzsäure produzierende Zellen. Er beschrieb erstmals Sekretbildungsvorgänge (Absonderungsvorgänge) in der Drüsenzelle (Granulavorstufen, Sekretion). Weitere systematische Studien betrafen die Bauchspeicheldrüse und deren Sekret Trypsin, die Leber, Lymphdrüsen und die Brustdrüse.
Die Resorption von Nährstoffen aus dem Dünndarm in das Blut erwies sich Heidenhains Forschung zufolge als komplexer Vorgang, der auch gegen ein Konzentrationsgefälle stattfinden kann.

### Nierenphysiologie
Darüber hinaus verwarf er die rein physikalische Erklärung der Drüsensekretion (Diffusion, Osmose), nachdem er das Verhalten von Nierenzellen untersucht hatte und die (primäre) Wasserausscheidung der Bowman-Kapsel den Glomeruli (Primärharn) und die endgültige Harnausscheidung den Nierenkanälchen (Tubuli, Sekundärharn) zuordnen konnte. Damit bestätigte Heidenhain die Richtigkeit der mechanistischen „Filtrations-Rückresorptions-Theorie“ der Harnbereitung von Carl Ludwig und Arthur Robertson Cushny .

### Muskelphysiologie
Heidenhain entdeckte durch thermoelektrische Messungen erstmals, dass es bei der geringsten Muskelkontraktion zu einem Temperaturanstieg (um 0,001–0,005 °C) kommt. Zudem wies er nach, dass sich die thermomechanische Gesamtenergie der Muskeltätigkeit bei ansteigender aktiver Anspannung erhöht. Er zeigte, dass der Muskel mehr Energie mobilisiert, wenn er gegen Widerstand kontrahiert wird. Er zeigte auch, dass der Energieverbrauch der arbeitenden und ermüdenden Muskulatur äußerst effizient und ökonomisch reguliert wird.

### Neurophysiologie
Heidenhain beschrieb erstmals den Einfluss des Nervus vagus auf die Herzfrequenz und die Kraftentwicklung des Herzmuskels. Er befasste sich auch mit Reaktionen des autonomen Nervensystems auf sensible Reize (z. B. auf Blutdruck und Hauttemperatur). Er beobachtete, dass die erhöhte Durchblutung und die Erwärmung der Haut zur Abkühlung des Blutes führen. Deshalb sinkt die Körperkerntemperatur.
Er entwickelte eine Apparatur („Tetanomotor“), mit der die Erregbarkeit motorischer Nerven tierexperimentell sehr genau bestimmt werden konnte.
1880 war Heidenhain unter den Zuschauern einer Vorführung des dänischen Bühnen-Hypnotiseurs Carl Hansen in Breslau, staunte über die Wirkungen von Suggestionen und begann daraufhin mit experimentellen Untersuchungen der physiologischen Mechanismen von „tierischem Magnetismus“. Dabei bemerkte er die individuell unterschiedlich stark ausgeprägte Suggestibilität beim Menschen. Einer seiner Brüder war besonders empfänglich für Suggestionen und stellte sich als Proband zur Verfügung. Neurophysiologisch erklärte Heidenhain die Hypnose als Zustand mit verminderter Aktivität der Großhirnrinde und prägte den Begriff „zentrale Hemmung“ (kortikale Inhibition). Jahrzehnte später beobachtete Ivan Petrovich Pavlov, der 1877 und 1884 bei Heidenhain studiert hatte, bei Experimenten zum bedingten Reflex hypnotische Zustände seiner Versuchstiere. Als Ursache vermutete er 1910 gleichfalls eine Hemmung der Großhirnrinde (partielle kortikale Inhibition).

## Auszeichnungen
- Tagungspräsident der Versammlung Deutscher Naturforscher und Ärzte, Breslau 1874
- Geheimer Medizinalrat, 1882
- Präsident der Schlesischen Gesellschaft für vaterländische Kultur, 1885 bis 1897
- Cothenius-Medaille der Deutschen Akademie der Naturforscher Leopoldina, 1884
- Baly-Medaille des Royal College of Physicians
- Roter Adlerorden 2. Klasse mit Eichenlaub
- Mitglied oder Ehrenmitglied von 19 Fachgesellschaften im In- und Ausland

## Schriften (Auswahl)
- Historisches und Experimentelles über Muskeltonus. In: Arch f. Anatomie, Physiologie u. wiss. Medicin. 1856.
- Beitrag zur Anatomie der Peyer’schen Drüsen. In: Arch f. Anatomie, Physiologie u. wiss. Medicin. 1859.
- Physiologische Studien. Berlin 1856.
- Studien des Physiologischen Instituts zu Breslau. Leipzig 1861–1868.
- Mechanische Leistung, Wärmeentwickelung und Stoffumsatz bei der Muskelthätigkeit. Leipzig 1864.
- Die Vivisektion im Dienste der Heilkunde. Breitkopf & Härtel, Leipzig 1879. (Digitalisat)
- Der sogenannte thierische Magnetismus. Physiologische Beobachtungen. Breitkopf & Härtel, Leipzig 1880. (Digitalisat)
- Die Vivisektion im Dienste der Gesundheit.
- Purkinje, Johannes Evangelista. In: Allgemeine deutsche Biographie. Band 26, 1888, S. 717–721.